# Leanne Walker
Leanne Frances Walker (Otahuhu, 17 luglio 1968) è un'ex cestista neozelandese.

## Carriera
Con la Nuova Zelanda ha disputato i due edizioni dei Giochi olimpici (Sydney 2000, Atene 2004) e i Campionati mondiali del 1994.